# Ла-Трините (Приморские Альпы)
Ла-Трините́ (фр. La Trinité) — коммуна на юго-востоке Франции в регионе Прованс — Альпы — Лазурный берег, департамент Приморские Альпы, округ Ницца, кантон Ницца-7. До марта 2015 года коммуна административно входила в состав упразднённого кантона Ницца-13 (округ Ницца).
Площадь коммуны — 14,90 км², население — 9925 человек (2006) с тенденцией к стабилизации: 10085 человек (2012), плотность населения — 676,8 чел/км².

## Население
Население коммуны в 2011 году составляло — 10230 человек, а в 2012 году — 10085 человек.
| 1962 | 1968 | 1975 | 1982 | 1990  | 1999  | 2006 | 2011  | 2012  |
| ---- | ---- | ---- | ---- | ----- | ----- | ---- | ----- | ----- |
| 3625 | 4787 | 7068 | 8279 | 10197 | 10046 | 9925 | 10230 | 10085 |

Динамика численности населения:

## Экономика
В 2010 году из 6746 человек трудоспособного возраста (от 15 до 64 лет) 4998 были экономически активными, 1748 — неактивными (показатель активности 74,1 %, в 1999 году — 68,2 %). Из 4998 активных трудоспособных жителей работали 4532 человека (2424 мужчины и 2108 женщин), 466 числились безработными (231 мужчина и 235 женщин). Среди 1748 трудоспособных неактивных граждан 567 были учениками либо студентами, 584 — пенсионерами, а ещё 597 — были неактивны в силу других причин.
На протяжении 2010 года в коммуне числилось 3894 облагаемых налогом домохозяйства, в которых проживало 9766,0 человек. При этом медиана доходов составила 19 тысяч 605 евро на одного налогоплательщика.